# Brachynectes fasciatus
Brachynectes fasciatus е вид бодлоперка от семейство Tripterygiidae. Видът не е застрашен от изчезване.

## Разпространение и местообитание
Разпространен е в Австралия.
Среща се на дълбочина от 4 до 13 m.

## Описание
На дължина достигат до 4,1 cm.